# جون إم. كوبر
جون إم. كوبر (بالإنجليزية: John M. Cooper) هو كاتب سير ومؤرخ أمريكي، ولد في 16 مارس 1940.

## وصلات خارجية
- جون إم. كوبر على موقع الموسوعة البريطانية (الإنجليزية)